# Bildungshaus (Elementar- und Primarbildung)
Ein Bildungshaus ist eine Bildungseinrichtung, in der Elementar- und Primarbildung verschmolzen sind. Durch Kindergarten und Grundschule unter einem Dach soll Kindern ab drei Jahren eine kontinuierliche Bildungsbiografie ermöglicht werden. Dazu lief von 2008 bis 2015 unter dem Namen Bildungshaus 3-10 ein Modellprojekt des Deutschen Bundesministeriums für Bildung und Forschung (BMBF) und des Kultusministeriums Baden-Württemberg, an dem sich Kindergärten und Schulen an 32 Standorten beteiligten.
An immer mehr Bildungseinrichtungen in Deutschland wird dieses Konzept inzwischen auch durch Kinderkrippen und Sekundarstufe bis hin zum Abitur erweitert.